# Castel central
Castel central. În construcțiile navale este o suprastructură situată către mijlocul și pe toată lățimea navei, pe puntea superioară. Împreună cu teuga și duneta constituie o suprastructură completă.
Castelul central este înălțat deasupra compartimentului mașini-căldări și acoperit cu o punte care oferă posibilități de conducere a navei (manevre, navigație, semnale). Deasupra se înalță suprastructuri limitate, etajate prin punți de construcție ușoară, cu diferite funcții (puntea bărcilor, puntea de navigație, puntea compasului etalon, puntea de semnale). 
Pe navele cu mașinile la pupa, rolul castelului central este preluat de dunetă; adesea la acest tip de nave se ridică la centru o suprastructură limitată ca lățime, numită ruf, destinată locuințelor și amenajărilor necesare manevrei navei și navigației.

## Vezi și
- Castel pupa